# Oslo City
Oslo City er et shoppingcenter beliggende tæt ved Oslo Sentralstasjon i det centrale Oslo i Norge. Centret er et af landets største og omsatte i 2008 for 1,778 mia. norske kroner. Det har ca. 16 mio. besøgende årligt.
Centret blev opført i 1988 og var Norges største enkeltstående bygning før Telenors hovedsæde på Fornebu blev bygget. Det blev udvidet i 2005 og er nu på 79.791 m² fordelt på fem etager. Det ejes af Vital Forsikring ASA. I forbindelse med udvidelsen åbnede Hennes & Mauritz en butik i centret, der er den største i Norge.